# Erupción del monte Pelée de 1902

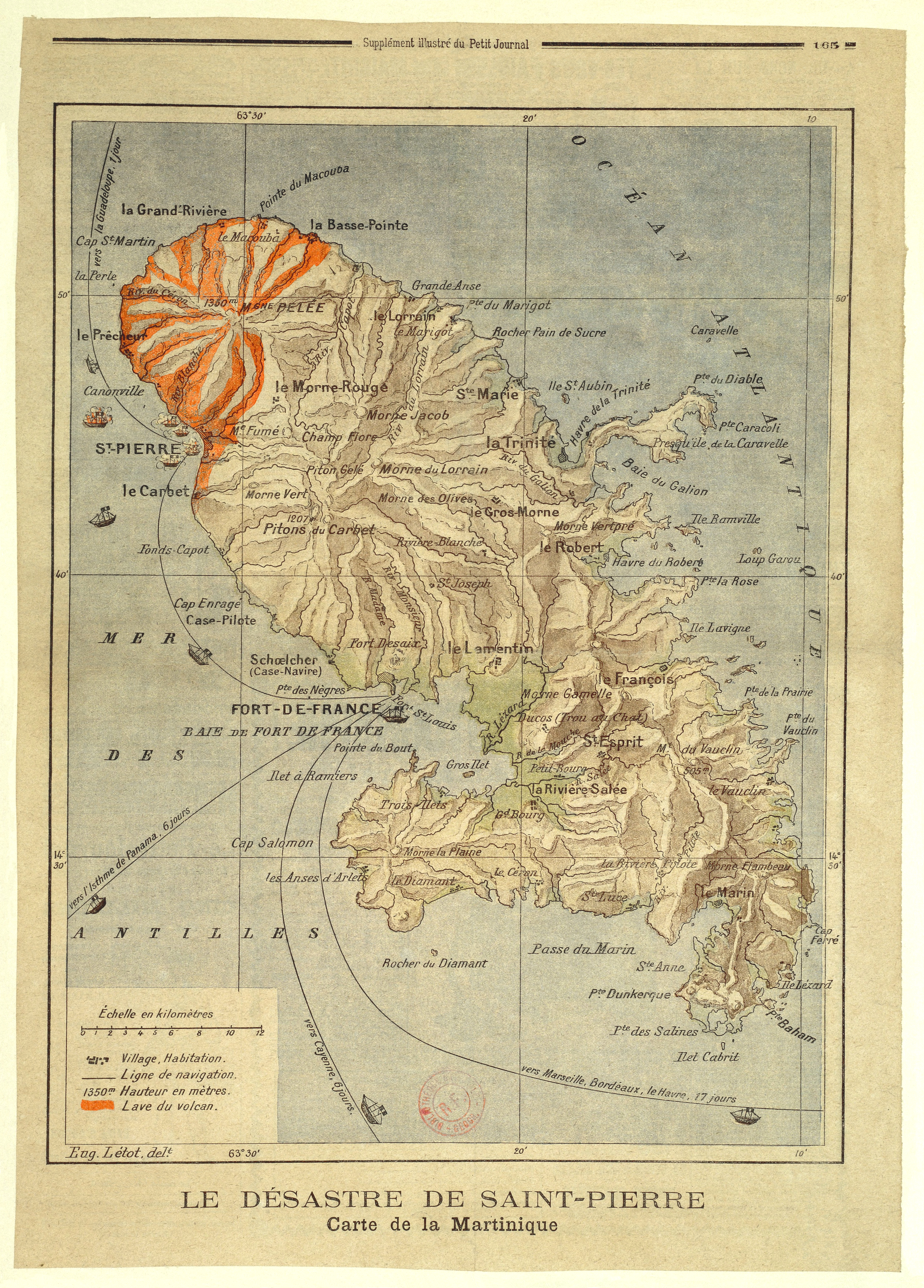
La isla de Martinica y la localización de la erupción, "Le Petit Journal", 1902.

La erupción del Monte Pelée de 1902 fue un cataclismo volcánico de gran magnitud ocurrido entre el 2 y el 8 de mayo de 1902 en la isla francesa de Martinica que afectó a la ciudad colonial de St. Pierre y lugares aledaños con un saldo fatal de 29 933 víctimas, con un negativo impacto  social, económico, cultural y político de la isla.

## Cronología de los hechos

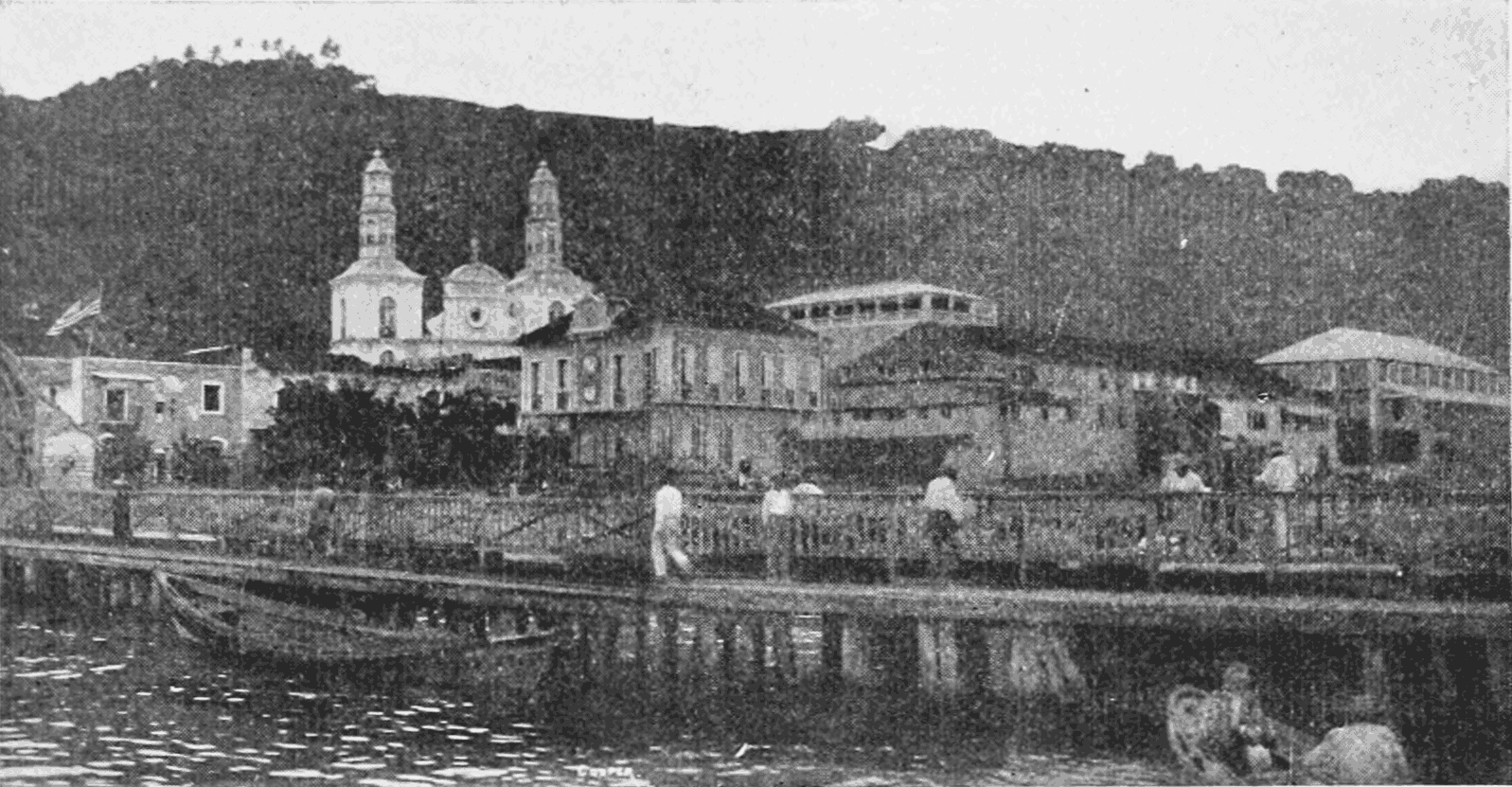
Saint Pierre antes de la erupción (1902).

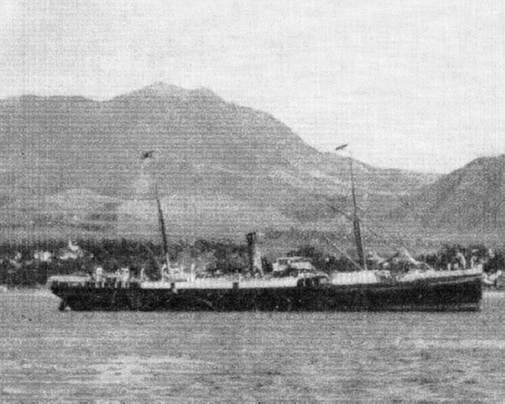
El vapor mixto SS Roraima anclado frente a St. Pierre pocos días antes de la erupción (al fondo, el Monte Pelée).

El monte Pelée (montaña pelada) es un volcán que domina la isla con una altitud en la actualidad de 1397 m s. n. m. En 1902 la altura era mucho mayor. El volcán había dado señales de actividad en 1792 y en 1851, aunque en ambos casos las erupciones fueron leves.
Desde la quincena de abril de 1902, el monte había empezado a dar señales de actividad con ruidos subterráneos, temblores leves y agrietamientos en parcelas, desde las cuales salían fumarolas despidiendo azufre.
Fundada a orillas del mar Caribe, St. Pierre era una próspera colonia francesa de más de 20 000 personas, desde la cual se comerciaba la preciada caña de azúcar. Era el segundo asentamiento más importante después de Fort-de-France, distante a 24 km al sur. A solo escasos 7 km de St. Pierre se elevaba el volcán.
El jueves 1 de mayo de 1902, el volcán empezó a lanzar ceniza a su alrededor, que cubrió los sembrados aledaños y además contaminó las aguas cercanas al puerto mismo.
Se encontraban anclados varios navíos, algunos italianos, otros noruegos, aunque la mayoría eran estadounidenses en tránsito.
El gobernador Louis Mouttet fue recibiendo partes y avisos que indicaban una inusual actividad volcánica en desarrollo, pero por razones políticas intentó rebajar el perfil de los sucesos resistiéndose a la evacuación general de St. Pierre. En la noche, los sismos de baja intensidad, acompañados de ruidos subterráneos, no dejaban dormir tranquila a la población.
El viernes 2 de mayo, se recibieron partes de aparición de fumarolas, aluviones de lodo caliente y una incesante lluvia de ceniza fina volcánica. Algunos consulados optaron por cerrar sus edificios y ordenaron embarcar a su personal en los barcos anclados en el puerto; de hecho, algunos capitanes decidieron zarpar lo antes posible por considerar que la isla corría peligro.
El sábado 3 de mayo, la ladera occidental del monte Pelée estaba completamente cubierta de ceniza blanca y numerosos grupos de refugiados y habitantes de la zona que huían de ella llegaron a St. Pierre. Estos comentaron que varios de los 22 ríos colindantes estaban desbordándose y que el río Roxelane, un río muy cercano al volcán, estaba completamente contaminado con cadáveres de animales y algunos cuerpos humanos en sus orillas. Ante las consultas desesperadas de los habitantes, el alcalde de St. Pierre, Roger Fouché, junto con el gobernador, intentaron calmar a la población e insistieron en que los eventos cesarían y que nada malo ocurriría. 
Desde el 4 al 7 de mayo, el monte Pelée entró en una fase de actividad pirotécnica lanzando proyecciones clásticas incandescentes y una fumarola empezó a tomar las alturas  sobre St. Pierre, lo que hizo que la población se encerrara en sus viviendas.
Un descomunal aluvión de barro irrumpió en el mar y provocó una marejada que rompió las amarras de varios barcos en la bahía.
Para ese momento, St. Pierre ya tenía una población de refugiados que sobrepasaba los 30 000 habitantes, provocando de esta manera una aguda escasez de alimentos.
El jueves 8 de mayo, el SS Roraima de la Línea Quebec ancló sobre las 6 de la mañana a 900 m de St Pierre; sus 50 tripulantes fueron testigos del flujo piroclástico que descendió lentamente por la ladera del monte Pelée.
A las 7:30 horas, el volcán entró en fase de erupción cataclísmica declarada, arrojando grandes cantidades de lava. Una colosal y densa columna piroclástica se elevó a más de 10 km de altura, desarrollándose con gran rapidez. Treinta minutos más tarde esta misma columna, al ceder la presión inicial de empuje vertical, colapsó por gravedad y con una temperatura de entre 400-600 °C  descendió por las laderas cubiertas de lava incandescente hasta cubrir el terreno y asolando completamente St. Pierre y el mismo puerto.
Un hecho similar al que sepultó la ciudad de Pompeya en el 79 d. C. en Nápoles, Italia.
El flujo piroclástico avanzó por la superficie del mar alcanzando a varios buques al ancla, entre ellos al SS Roraima, cuya carga de nitrato de potasio explotó destruyendo su estructura e incinerando a sus pasajeros.
El Pouyer Quertier, un vapor francés que estaba arribando al lugar, fue testigo de la aniquilación de la ciudad. El radiotelegrafista envió un mensaje urgente a Fort-de-France:

St. Pierre destruida por erupción del Pelée, envíen toda la ayuda posible.

La ciudad estalló en llamas, toneladas de cañamales y azúcar se inflamaron y alrededor de 30 000 personas perecieron casi instantáneamente.
Varios barcos anclados fueron alcanzados por la nube piroclástica e incendiados entre ellos, los barcos estadounidenses, tales como el buque mixto SS Roraima con 50 personas a bordo, el vapor Rodman, el SS Tamaya y Grappler que se hundieron más tarde. La extensión de los daños abarcó 58 km² de destrucción.
Hubo al menos en tierra dos supervivientes: un zapatero de veintiocho años llamado León Compère-Léandre (1874-1936) que estaba en un sótano y un obrero llamado Louis-Auguste Cyparis, o Ludger Sylbaris, (1875-1929), que se encontraba preso en una celda que fue cubierta por la ceniza inicial, que lo salvó del calor reinante. Algunas otras fuentes citan a tres supervivientes más: una niña pequeña llamada Havivra D'Ifrile, una sirvienta apellidada Laurent y una mujer llamada Filotte. Las dos primeras relataron los hechos antes de morir en Fort-de-France debido a la gravedad de sus quemaduras. La tercera, murió poco después de ser encontrada.
Pasarían al menos cuatro días para que llegara ayuda de Fort-de-France por vía marítima, solo para rescatar a las personas ya citadas.
El cono del volcán había desaparecido en al menos 300 m, quedando solo una columna de unos 300 m de altura, que más tarde se derrumbó.
El 20 de mayo el monte Pelée volvió a estallar aún más violentamente pero sin víctimas.
Esta erupción ha sido considerada una de las más violentas del siglo XX, solo siendo superada por las del monte Pinatubo en 1991, Volcán Santa María en 1902 y el monte Santa Helena en 1980. En muchos aspectos, los hechos se asemejan a los de Pompeya en el año 79.

## Galería de imágenes
|                                                                                                |
| El SS Roraima de la línea Quebec quemado y aun humeante fotografiado un día antes de hundirse. |

|                                                                                                   |
| St. Pierre días después de la erupción en 1902, el monte Pelée al fondo semicubierto por neblina. |

|                                                                                         |
| Aguja de lava formada después del cataclismo, fotografiada antes de su desmoronamiento. |

|                                                                        |
| Nube ardiente o flujo piroclástico fatal en descenso sobre St. Pierre. |

|                                                                                      |
| Calle de St. Pierre después de la erupción, el cadáver de un hombre en primer plano. |

|                                                                                     |
| Nube piroclástica sobre los restos de St.Pierre fotografiada el 6 de junio de 1902. |

|                                                                   |
| Ruinas de St.Pierre fotografiadas después del cataclismo de 1902. |

|                                                      |
| Otra fotografía de St.Pierre después del cataclismo. |

|                                                                                       |
| Aguja de lava formada donde estuvo el cráter del volcán, esta se desmoronó más tarde. |

|                                                                                   |
| Dos hombres contemplan el cuerpo carbonizado de una mujer en medio de las ruinas. |

|                                                                      |
| Un hombre contemplando varias víctimas muertas durante la explosión. |